# ميكي ناغاساوا
ميكي ناغاساوا (長沢美樹 ناغاساوا ميكي) هي مؤدية أصوات يابانية ولدت في 11 يوليو 1970 في أوبيهيرو، هوكايدو.

## أدوارها في الأنمي

### مسلسلات أنمي تلفزيونية
- نيون جينيسيس إيفانجيليون - مايا إيبوكي
- المحقق كونان - يوكو أوكينو (الصوت الثاني)
- كلايمور - هيلين
- فروتس باسكت - والدة كيو سوما
- ديث نوت - ويدي
- إينيشال دي Fourth Stage - ناهو
- كاوبوي بيباب - جودي
- ترايجان - ميشيل
- لاف هينا - تسوروكو أوياما
- مصاصة الدماء ميو - ميو
- لاكي ستار - راميكا هوشي
- البدلة المتنقلة جاندام إيج - لالابارلي مادورنا
- كيشين تايسن جيجانتيك فورميولا - سينثيا هولباين
- ماغي: The Kingdom of Magic - ليراج
- غريت تيتشر أونيزوكا - هيتومي كيزاكي
- بوكيمون - سيسي

### أوفا أنمي
- إكس درايفر - ريسا ساكاكينو

### أفلام أنمي
- إيفانجيليون: الموت والبعث - مايا إيبوكي
- نهاية إيفانجيليون - مايا إيبوكي
- إيفانجيليون: 1.0 أنت (غير) وحيد - مايا إيبوكي
- إيفانجيليون: 2.0 أنت (لا) تستطيع التقدم - مايا إيبوكي
- إيفانجيليون: 3.0 أنت (لا) تستطيع الإعادة - مايا إيبوكي
- إكس درايفر - ريسا ساكاكينو
- كاوبوي بيباب: باب النعيم - جودي

## أدوارها في ألعاب الفيديو
- فاينل فانتسي 10 - شيليندا
- تيلز أوف فيسبيريا - سوديا، دروات
- غنجي: دون أوف ذا ساموراي - كويو

## وصلات خارجية
- ميكي ناغاساوا على موقع IMDb (الإنجليزية)
- ميكي ناغاساوا على موقع ميوزك برينز (الإنجليزية)
- ميكي ناغاساوا على موقع أول موفي (الإنجليزية)
- ميكي ناغاساوا على موقع ديسكوغز (الإنجليزية)
- ميكي ناغاساوا على موقع قاعدة بيانات الفيلم (الإنجليزية)
- ميكي ناغاساوا على موقع ANN person (الإنجليزية)